# Оз: Великий та Могутній
«Оз: Великий та Могутній» (англ. Oz the Great and Powerful) — американський фентезійний пригодницький фільм режисера Сема Реймі, приквел фільму «Чарівник країни Оз» 1939 року. Знятий на основі новели 1900 року Мудрець із Країни Оз американського дитячого письменника Лімана-Френка Баума (1856–1919). У головних ролях Джеймс Франко, Міла Куніс, Рейчел Вайс, Мішель Вільямс та Зак Брафф. Випущений студією Walt Disney Pictures в традиційному 2D, а також в Disney Digital 3D, RealD Cinema і IMAX 3D-форматі 7 березня 2013.

## У ролях
| Актор           | Роль                                                            |
| --------------- | --------------------------------------------------------------- |
| Джеймс Франко   | Оз                                                              |
| Мішель Вільямс  | Добра відьма Ґлінда / Енні, колишня кохана Оза                  |
| Міла Куніс      | Теодора/Люта відьма                                             |
| Рейчел Вайс     | Еванора/Зла відьма Сходу                                        |
| Джої Кінг       | Дівчинка в інвалідному візку / Порцелянова дівчинка (озвучення) |
| Зак Брафф       | цирковий асистент Оза Френк / літаюча мавпа Фінлі               |
| Тоні Кокс       | глашатай Смарагдового міста Нак                                 |
| Білл Коббс      | Головний майстер                                                |
| Тім Холмс       | Цирковий силач                                                  |
| Ебігейл Спенсер | циркова асистентка Оза Мей                                      |
| Тед Реймі       | Скептик в цирку / майстер                                       |
| Мартін Клебба   | повстанець                                                      |
| Брюс Кемпбелл   | охоронець                                                       |

## Український дубляж
Фільм дубльовано на студії «Le Doyen» на замовлення «Disney Character Voices International» у 2013 році.
- Режисер дубляжу — Анна Пащенко
- Переклад синхронного тексту і пісні — Сергій SKA Ковальчук
- Музичний керівник — Тетяна Піроженко
- Пісню «Пророцтво знало все» виконують Сергій Юрченко, Євген Анішко
- Творчий консультант — Maciej Eyman
- Мікс-студія — Shepperton International
- Диктор — Андрій Мостренко

Ролі дублювали:
- Андрій Самінін — Оз
- Наталя Валевська — Добра відьма Ґлінда, колишня кохана Оза Енні
- Катерина Сергєєва — Теодора/Люта відьма
- Наталя Романько-Кисельова — Еванора/Зла відьма Сходу
- Єлизавета Марченко — Дівчинка в інвалідному візку, Порцелянова дівчинка
- Максим Кондратюк — глашатай Смарагдового міста Нак
- Світлана Артамонова — циркова асистентка Оза Мей
- Олександр Ігнатуша — Головний майстер
- Олександр Погребняк — цирковий асистент Оза Френк, літаюча мавпа Фінлі

А також: Валерій Легін, Михайло Кукуюк, Дмитро Вікулов, Анатолій Барчук, Ігор Щербак, Андрій Мостренко, Сергій Солопай, Роман Чорний, Людмила Барбір, Вікторія Хмельницька, Олена Борозенець, Володимир Канівець, Юрій Сосков, Марія Узлюк, Олег Олександров, Етель Ененберґ, Юлія Угрин.

## Сюжет
Оскар Діггс — схильний до шахрайства цирковий фокусник. Коли сильний ураган закидає його з Канзасу в чарівну країну Оз, він вважає, що схопив удачу за хвіст — адже за допомогою своїх трюків він може запросто змусити легковірних місцевих мешканців повірити в те, що володіє магією і завоювати авторитет та багатство.
Проте Діггса чекає зустріч з трьома чародійками, Еванорою, Теодорою та Гліндою, які сумніваються в тому, що він є тим самим видатним чарівником, появи якого ось вже довгий час чекала вся країна. Більш того, мимоволі наш герой виявляється залученим до протистояння епічного масштабу, і тепер, щоб вижити, йому знадобиться весь арсенал своїх «магічних» навичок, не без краплі справжнього чаклунства. Так, Оскар Діггс стає Величним і Могутнім Чарівником з країни Оз.

## Знімання
Знімання почали в липні 2011 року і воно відбувалося в містах Детройт і Понтіак штату Мічиган.

### Знімальна група
- Режисер — Сем Реймі
- Сценарист — Мітчелл Кепнер, Девід Ліндсі-Ебейр, Лаймен Френк Баум
- Продюсер — Джо Рот, Деббі Боссі, Грант Кертіс
- Композитор — Денні Ельфман

## Цікаві факти
- Претендентами на місце режисера були Сем Мендес, Адам Шенкман і Тимур Бекмамбетов.
- Роберт Дауні-мол. і Джонні Депп розглядалися на роль Оза.
- Джеймс Франко і Сем Реймі вже працювали разом у трилогії про Людину-павука
- У СРСР з'явилась власна версія історії - цикл книг «Чарівник Смарагдового міста» (рос. «Волшебник Изумрудного города», 1939 р. із переробками і продовженням у 1963-1976 рр.), яку радянський перекладач і письменник О.М. Волков видав під своїм ім'ям, при цьому в деяких виданнях посилаючись на американського автора Френкі Баума.
- Фантастичний світ фільму створив володар премії Оскар художник-постановник Роберт Стромберг. Загалом він спорудив декорації для 24 місць, в яких розгортається дія фільму. З урахуванням деяких інтер'єрів, над якими також працював художник, виходить всього 30 робіт. Стараннями Стромберга на екрані з'явилися такі знайомі всім з дитинства об'єкти, як Дорога з жовтої цегли і Смарагдове місто. Крім того, були збудовані не менш колоритні локації: Тронний Зал відьом; Химерний Ліс, в якому Оз зустрічається з Теодорою; Темний Ліс, в якому глядачі вперше побачать добру чаклунку Глінді; Порцелянове місто, всі жителі якого зроблені з порцеляни.
- Джеймсу Франко, який грає роль Оскара Діггса, довелося навчитися декільком ілюзіоністським фокусам. Лише так він зміг вжитися в образ скромного фокусника з цирку-шапіто. Робота актора на знімальному майданчику почалася за два тижні до офіційного початку зйомок — саме стільки часу знадобилося фокуснику з Лас-Вегасу Ленсу Бартону, щоб навчити Франко своїй майстерності. Актор працював щодня і освоїв трюки з голубами і вогнем. Крім того, він навчився діставати різні предмети з циліндра і змушувати речі левітувати.
- Відьмацькі наряди створював німецький дизайнер Міхаель Кутше, стежачи за тим, щоб вони відповідали загальному уявленню художника-постановника Роберта Стромберга. Над гардеробами відьом Кутше працював разом зі своїм колегою Гарі Джонсом.
- Дизайнер костюмів Гарі Джонс і його команда підготували гардероб для понад 1500 акторів, починаючи від карликових Жуванів і аж до велетнів Копунів. На цю титанічну працю у костюмерів пішло більше 23 тижнів. Тільки для головних героїв (Оза, Теодори, Глінді і Еванори) було підготовлено більше 200 костюмів.
- Джеймс Франко з'являється на екрані упродовж усього фільму в одному і тому ж костюмі-трійці, в якому Оз полетів з Канзасу. Дизайнер костюмів Гарі Джонс ретельно вивчив специфіку моди 1880–1930 років. Потім костюмер зустрівся з Франко в Нью-Йорку і показав акторові старі фотографії, на яких були зображені костюми того часу. Джонс і Франко зійшлися в думці щодо фінальної версії костюма Оза — строгий костюм чорного кольору.
- У фільмі використано більше 3000 елементів реквізиту, з яких 1400 було виготовлено вручну спеціально для знімання картини. До цього числа не належать 5000 монет, які реквізитор Рассел Боббіт виготовив спеціально для скрині зі скарбниці Оза. На одній стороні кожної з цих монет зображена Дорога з жовтої цегли, на іншій — профіль письменника Л. Френка Баума.

## Постери

Постер-дражнилка